# Спан, Уоррен
Уоррен Эдвард Спан (англ. Warren Edward Spahn, 23 апреля 1921 — 24 ноября 2003) — американский профессиональный бейсболист, выступавший в Главной лиге бейсбола на позиции питчера. За свою карьеру Спан в 13 сезонах одерживал 20 или более побед. В 1957 году он стал обладателем приза Сая Янга. В 1973 году он был включён в бейсбольный Зал славы.
За свою карьеру Спан одержал 363 побед, больше, чем любой другой леворукий питчер в истории МЛБ и считается одним из лучших питчеров в истории МЛБ. В 1999 году была учреждена награда Уоррена Спана, вручаемая лучшему леворукому питчеру сезона.